# Francisco Xavier da Cunha Aragão
Francisco Xavier da Cunha Aragão ComC • ComA (Pangim, Nova Goa, 15 de março de 1891 — Lisboa, 26 de fevereiro de 1973), o herói de Naulila, foi um oficial de Cavalaria do Exército Português que se distinguiu nos eventos de Naulila, em Angola, e como resistente contra o regime saído do Golpe de 28 de Maio de 1926. Após a Primeira Guerra Mundial transitou para a Aeronáutica Militar, tendo sido um dos pioneiros da aviação militar em Portugal. Foi chefe de gabinete de Ribeiro de Carvalho em 1923-1924. Conspirou contra o Estado Novo a partir de 1931, sendo demitido das Forças Armadas e forçado ao exílio em França, de onde regressou em 1940, sendo-lhe fixada residência nos Açores. Foi irmão do comodoro António da Cunha Aragão, da Marinha de Guerra Portuguesa, que se notabilizou na Índia.

## Biografia
Francisco Xavier da Cunha Aragão nasceu em Pangim, Nova Goa (Estado da Índia), onde a família residia por estar o pai em comissão de serviço, filho do oficial da Marinha de Guerra Portuguesa Militão Constantino Aragão e de sua esposa Ana Henriqueta da Cunha Aragão. O pai, natural da vila da Povoação, Açores, terminou a sua carreira naval no posto de vice-almirante. Era ao tempo ajudante de campo do governador-geral do Estado da Índia, o general de divisão Francisco Maria da Cunha, natural de Angra do Heroísmo, com cuja filha casara. Com ascendência açoriana em ambos os ramos da família, o próprio Francisco Xavier da Cunha Aragão casaria em 19 de maio de 1919 com Georgina Pereira de Vasconcelos, natural de Angra do Heroísmo.
Após concluir os estudos no Real Colégio Militar em 1907, ingressou na Escola do Exército, onde completou o curso de Cavalaria em 1911. Ainda aspirante colocado no Regimento de Cavalaria N.º 4, onde prestava serviço com João Sarmento Pimentel, participou na Revolução de 5 de Outubro de 1910, sendo um dos jovens militares republicanos que se distinguiram na implantação da República Portuguesa.
Terminado o curso, foi promovido a alferes da arma de Cavalaria em 11 de Novembro de 1911 e colocado no Regimento de Cavalaria N.º 11. Com tropas daquele regimento, foi requisitado para a realização de um comissão de serviço no Ministério das Colónias, iniciando a sua preparação para integrar os dragões, forças de cavalaria treinadas para actuar desmontadas em ambientes que requeiram grande mobilidade.
Foi promovido a tenente em 13 de Novembro de 1913 e transferido para Angola, sendo colocado no sul daquele território. Estava em Angola quando na Europa deflagrou a Primeira Guerra Mundial e aumentaram as tensões ao longo da fronteira com a Damaralândia, ao tempo parte da colónia do Sudoeste Africano Alemão (alemão: Deutsch-Südwestafrika, DSWA), a actual Namíbia. Face à deterioração das condições de segurança ao longo da fronteira, foi deslocado para a região do Humbe como comandante do 1.º esquadrão dos Dragões do Planalto, com a incumbência de fiscalização da fronteira luso-alemã ao longo do rio Cunene.
O herói de Naulila
Foi durante a comissão de serviço de Francisco Aragão, na fronteira sul de Angola, que ocorreram os incidentes que ficariam conhecidos na historiografia portuguesa como o desastre de Naulila e na alemã como o assassinato de Naulila (em alemão:  Mord von Naulila): a 18 de Outubro de 1914, um pelotão comandado pelo alferes Manuel Álvares Sereno, em patrulha junto à fronteira com a Damaralândia, encontrou a uma dúzia de quilómetros do posto de Naulila uma pequena força alemã, capitaneada pelo Dr. Hans Schultze-Jena, juiz e administrador do distrito de Outjo, que tinha entrado em Angola sem prévio aviso às autoridades portuguesas e sem contacto com qualquer posto fronteiriço. Com ordens para desarmar forças alemãs, na manhã seguinte o alferes Sereno conduziu o Dr. Hans Schultze-Jena e parte da delegação alemã ao posto de Naulila, onde um súbito confronto levou a que fossem abatidos a tiro, para além de dois ordenanças nativos, o Dr. Schultze-Jena e os dois oficiais alemães que o acompanhavam.
A indignação entre os colonos alemães atingiu o sentimento de ultraje e rapidamente foram organizadas expedições punitivas contra os postos portugueses ao longo da fronteira. O posto de Cuangar, na margem do rio Cubango, foi atacado, o mesmo acontecendo com diversos outros postos fronteiriços na região. Em consequência, o destacamento de dragões comandado por Francisco Aragão, ao tempo com 47 homens, foi integrado nas forças comandadas por Alves Roçadas, as quais eram compostas por tropas metropolitanas da força expedicionária portuguesa, que no mês anterior havia desembarcado em Moçâmedes, e por forças da colónia de Angola enquadradas por militares metropolitanos, entre as quais o referido destacamento de dragões, e por um corpo de tropas de landins, como eram chamados aos combatentes africanos originários de Moçambique que estavam integrados nas tropas portuguesas.
Coube ao destacamento de Francisco Aragão suster os primeiros recontros com a expedição punitiva que foi enviada a Naulila pelo governo do Sudoeste Africano Alemão. Depois de alguns recontros e de um intenso trabalho de vigilância e seguimento, participou no combate de Naulila, travado junto àquele forte a 19 de dezembro de 1914, distinguiu-se ao defender a sua posição enquanto lhe foi possível, combatendo até à exaustão à frente dos seus dragões. Feito prisioneiro pelos alemães, e dado como morto durante vário meses pelas forças portuguesas, foi libertado em 1915 quando as tropas sul-africanas tomaram o Sudoeste Africano Alemão.
Libertado, foi encaminhado para a Cidade do Cabo, de onde embarcou com destino a Portugal, com escala em diversos portos de Angola, Cabo Verde e Madeira.
Na sua escala no Funchal prestou declarações à imprensa, nas quais repudia a ditadura de Pimenta de Castro e exorta à entrada de Portugal na guerra para vingar a afronta alemã. As expressivas declarações feitas na Madeira tiveram eco na imprensa de Lisboa, provocando a reacção dos meios pacifistas e dos alinhados com a Alemanha. Entre as reacções mais violentas está a de Fernando Pessoa, que elabora um conjunto de textos, que não foram ao tempo publicados, nos quais criticava a posição assumida por Francisco Xavier de Cunha Aragão. Entre esses textos avulta o intitulado Carta a um herói estúpido, sendo que o «herói estúpido» era Francisco Aragão, a quem ironicamente Fernando Pessoa se dirige intitulando-o Vossa Heroicidade.
Foi recebido apoteoticamente em Lisboa, sendo designado pela imprensa do tempo como o herói de Naulila. Alvo de múltiplas homenagens, foi um dos mais eficazes defensores da participação de Portugal na Primeira Guerra Mundial. Francisco Aragão transformara-se num símbolo para os republicanos e democráticos que defendiam que Portugal devia assumir uma posição beligerante. Em sessão pública realizada no Coliseu dos Recreios recebeu uma espada com lâmina com a seguinte legenda: «Ao Tenente de Cavalaria Francisco Xavier da Cunha Aragão, Comandante do 1.º Esquadrão de Dragões — Planalto da Huíla. Homenagem de admiração pelos brilhantes serviços na zona de defesa do Eval e no combate de Naulila a 18.12.1914»
O ingresso na Aeronáutica Militar
Não existindo em Portugal aviação militar, e aconselhando a experiência das potências beligerantes do tempo que essa arma fosse criada, a Ordem do Exército de 14 de Agosto de 1915 publicou um concurso destinado a recrutar 10 oficiais do Exército e da Armada para receberem instrução para pilotos de aviação, devendo ser enviados para escolas estrangeiras dado que Portugal nessa altura não dispunha de qualquer escola de pilotagem. Francisco Xavier da Cunha Aragão foi um dos seleccionados, sendo enviado, com Cifka Duarte, João Barata Salgueiro Valente e Carlos Esteves Beja, para a Califórnia, onde o grupo frequentou o curso básico de pilotagem da Signal Corps Aviation School, de San Diego, aprendendo a pilotar hidroaviões e, depois, em aviões com trem. O grupo foi o núcleo inicial de pilotos militares portugueses, embrião da futura Força Aérea Portuguesa.
Com a entrada de Portugal na Grande Guerra, os alunos pilotos foram transferidos para França, continuando o curso na Escola de Aviação Militar de Juvisy (em francês:  École d'aviation militaire de Juvisy) e depois na Escola de Pilotagem de Chartres (em francês:  École de pilotage de Chartres, na actual Base aérienne 122 Chartres-Champhol). A 6 de Novembro de 1916, Francisco Xavier da Cunha Aragão obteve o brevet de piloto na Centre d'Avition Militaire de Chartres.
Depois de uma passagem por Portugal, entre Novembro de 1917 e Janeiro de 1918, esteve estacionado na base de Mocímboa da Praia, em Moçambique. O objectivo era criar uma esquadrilha de observação que auxiliasse as forças portuguesas na luta contra as incursões alemãs a partir da África Oriental Alemã, a actual Tanzânia, mas dificuldades na operacionalização dos aviões, com destaque para a crónica falta de pilotos e mecânicos, impediram a utilizações dos meios ali colocados. No entretanto foi ajudante de campo do governador-geral de Moçambique e prestou serviço nas operações de cavalaria. Em Fevereiro de 1918 deixou Moçambique com destino aos Açores, para aí organizar um aeródromo a pedido da Grã-Bretanha e Irlanda.
Foi colocado em Ponta Delgada, onde recebeu as instalações destinadas a albergar hidroaviões que ali haviam sido construídas pelos norte-americanos como parte da Base Naval de Ponta Delgada. As intenções de construir um aeródromo goraram-se.
A fundação da Liga dos Combatentes
Foi um dos fundadores da Liga dos Combatentes da Grande Guerra. A reunião constitutiva teve lugar a 16 de Outubro de 1921, no escritório do advogado João Jaime Faria Afonso, na cidade de Lisboa. A comissão instaladora, que se auto-designava por «comissão de veteranos», foi composta pelos tenentes-coronéis de Cavalaria João Maria Ferreira do Amaral e Francisco Xavier da Cunha Aragão, pelo primeiro-tenente Horácio Faria Pereira e pelo tenente Joaquim de Figueiredo Ministro. Na acta da primeira reunião oficial, a criação da Liga foi justificada «em razão das injustiças feitas aos que na Grande Guerra combateram, especialmente aos mutilados e estropiados, e ainda devido ao desprezo a que eram votados pelos poderes constituídos, os quais não só tomavam na devida conta, mas até propositadamente esqueciam as justas reclamações de muitos, que após haverem cumprido o seu dever, conjuntamente com o juramento que antes haviam feito de darem o seu sangue pela Pátria, se viam abandonados e na miséria, com grave prejuízo para o patriotismo, disciplina e moral do povo português».
Subscreveu o Apelo à Nação que em Março de 1923 foi publicado por personalidades ligadas à Seara Nova, tendo integrado, com Ezequiel de Campos, Jaime Cortesão e Sarmento Pimentel, a comissão que foi entregar o documento a António Maria da Silva, ao tempo Presidente da República. Na sequência dessa iniciativa, integrou ainda a Comissão Directiva de Lisboa da União Cívica, juntamente com António Sérgio, Jaime Cortesão, Filomeno da Câmara, Ferreira do Amaral, Quirino de Jesus e Bourbon e Menezes.
Foi chefe do gabinete de António Germano Guedes Ribeiro de Carvalho, o Ministro da Guerra do 39.º Governo da I República, presidido por Álvaro de Castro, em funções de entre 18 de Dezembro de 1923 e 26 de Fevereiro de 1924.
Terminadas as funções no Governo, regressou ao sector da aviação, sendo nomeado adjunto da Direcção de Aeronáutica e inspector da nova arma. Em Dezembro de 1925 foi nomeado para uma comissão que visava estudar a reorganização militar colonial, presidida pelo general Massano de Amorim. No início de 1926, nos meses finais da Primeira República, foi nomeado sub-director de Aeronáutica do Exército Português, funções que exercia aquando do Golpe de 28 de Maio de 1926 que pôs termo ao regime democrático.
A oposição à ditadura e ao Estado Novo e demissão do Exército
Ligado à esquerda republicana desde muito cedo, Francisco Aragão rapidamente gravitou para o grupo dos militares que se opuseram à Ditadura Nacional e ao Estado Novo. Depois de um período de expectativa quanto a orientação que o regime tomaria, logo na tentativa de revolta de fevereiro de 1927, apesar de não ter participado, foi considerado politicamente próximo de Mendes Cabeçadas e de Cunha Leal e convidado a integrar o grupo dos revolucionários. Ao tempo assume uma posição de alguma equidistância, aparentemente hesitando quanto à posição a adoptar, e faz publicar no jornal Portugal um texto em que afirma: «entendo que não devo ser partidário do actual governo. Considero pernicioso para a República e para o Exército a vitória dos homens que se revoltaram no Porto e os meus deveres de lealdade obrigam-me a cumprir as ordens que me forem dadas».
Apesar disso, o seu enorme prestígio entre os militares, leva a que numa aparente tentativa de apaziguamento  Forças Armadas seja condecorado pelo governo da Ditadura Militar. Francisco Aragão está entre as personalidades que embora tendo demonstrado a sua fidelidade ao regime republicano, aparentemente respeitavam os grandes abraçados pela Ditadura Militar que foram agraciadas em Dezembro de 1927. Coube-lhe o grau de comendador da Ordem Militar de Avis, que aceitou.
Apesar das incertezas, mantém as suas funções, e foi nomeado para a comissão criada por portaria de 26 de Julho de 1928, do governo presidido pelo general Vicente de Freitas, destinada a estudar a possibilidade de construir um aeroporto nos Açores. Esta comissão, presidida pelo general Sinel de Cordes, integrou um importante conjunto de personalidades civis e militares, entre as quais o contra-almirante Gago Coutinho e o capitão de fragata Afonso de Cerqueira.
Coube-lhe instalar em 1929 o Conselho Nacional do Ar, do qual foi nomeado secretário. Aquele órgão consultivo, criado pelo Decreto n.º 16 424, de 26 de Janeiro de 1929, dispunha de amplos poderes em matéria consultiva como transportes, defesa nacional, correios, relações coloniais e comerciais, acordos diplomáticos, entre outros aspectos. Com o sector numa fase ainda muito incipiente, coordenou os primeiros estudos visando a criação dos serviços de aviação civil em Portugal.
Em Junho de 1929, Francisco Aragão foi enviado, em representação de Portugal, à reunião da Comissão Internacional da Navegação Aérea, realizada em Paris. a delegação portuguesa, chefiada por Francisco Aragão, incluía também José Lobo de Ávila Lima, professor catedrático da Faculdade de Direito de Lisboa, para o apoiar nas questões jurídicas.
Apesar do crescente afastamento, ainda recebeu em 30 de Janeiro de 1931 um louvor do governo presidido por Domingos de Oliveira, pela «maneira inteligente, grande dedicação e inexcedível actividade» com que exerceu as funções de secretário do Conselho Nacional do Ar e, em particular, pelo seu relatório sobre a importância dos Açores para os progressos da Aeronáutica.
Com a crescente afirmação antidemocrática da Ditadura Militar, Cunha Aragão começou a definir claramente o seu desencanto, primeiro criticando frontalmente o Acto Colonial e depois aproximando-se dos militares que repudiaram a prisão e exílio de Cunha Leal para os Açores, em Maio de 1930, e que já defendiam uma via revolucionária para alterar o regime ditatorial.
A ruptura final acontece quando aderiu à Revolta da Madeira e, no contexto dessa tentativa revolucionária, em 11 de Abril de 1931 descolou sem autorização do Aeródromo da Amadora e sobrevoou diversas cidades lançando manifestos apelando à revolta contra a Ditadura Militar. Sendo tenente-coronel de Aeronáutica e chefe do Serviço da Aviação, a sua atitude teve grande impacto e teve como consequência a sua demissão.
O exílio
Demitido de todas as suas funções, foi obrigado a fugir para Espanha e a exilar-se em França, onde se juntou aos exilados da Liga de Paris. Contudo, o seu relacionamento com o grupo de políticos republicanos portugueses exilados em França foi difícil e logo em 1932, em conjunto com Ribeiro de Carvalho, informou Bernardino Machado de que se desligava do grupo.
Em Dezembro de 1932, regressou a Portugal com um grupo de exilados e deportados políticos, na expectativa de uma amnistia. Contudo, a amnistia não surgiu e em Julho de 1933 foi preso e colocado em residência fixa. Em consequência disso, e apesar do regime de residência fixa, reaproximou-se dos contestatários do regime e deslocou-se a Vigo em Setembro de 1933, onde reuniu com José Domingues dos Santos, Sarmento de Beires, Ribeiro de Carvalho e outros opositores do regime português, que ao tempo procuravam formar uma frente única de oposição à ditadura. Em Dezembro desse ano participou numa reunião em Madrid, destinada a analisar as consequências de mais uma tentativa fracassada de revolta que ocorrera em meados de Novembro desse ano.
Face à reiterada participação em acções de contestação do regime, e apesar do seu enorme prestígio, em 1933 foi demitido do Exército e forçado a permanecer no exílio. Em 1935, com a vitória da Frente Popular em Espanha, reacendeu-se a oposição ao Estado Novo, formando-se em Madrid o Comité dos Amigos de Portugal, no qual Cunha Aragão participava. Foi um dos convidados a proferir conferências radiofónicas dirigidas a Portugal, a serem transmitidas pela Unión Radio Madrid, mas que não chegaram a ser emitidas dada a oposição da diplomacia portuguesa. Com o início da Guerra Civil Espanhola partiu para Paris, mas, com o advento da Segunda Guerra Mundial, foi forçado em meados de 1940, com várias dezenas de exilados e antigos conspiradores, a regressar a Portugal. Entrado em Portugal, foi preso pela Polícia de Vigilância e Defesa do Estado (PVDE) a 27 de Maio de 1940, juntamente com Jaime Cortesão, Maria Judith Zuzarte Cortesão e Álvaro Poppe.
Deportação para os Açores
Após um período de prisão, foi libertado e enviado para Angra do Heroísmo, onde a família da esposa dispunha de vastas propriedades, pois casara com Georgina Pereira de Vasconcelos, herdeira do industrial Frederico Augusto de Vasconcelos. Ficou com residência fixa na ilha Terceira e cessou em definitivo a sua actividade política. Foi durante largos anos gerente da fábrica de refrigerantes da família da esposa, a Fábrica de Pirolitos F.A.V. Lda., ou «Fábrica da Rocha», e geriu os interesses da empresa na União das Fábricas Açorianas de Álcool na ilha Terceira. Logo em 1953, sob a direcção do tenente-coronel Francisco Aragão, o edifício da fábrica foi adaptado à instalação de novos equipamentos que prolongaram a sua actividade até ao sismo de 1 de Janeiro de 1980, em que foi destruída quase por completo.
Cursus honorum
Atingiu o posto de Tenente-Coronel. Para além de múltiplas medalhas militares, foi Oficial da Ordem Nacional da Legião de Honra de França a 29 de Novembro de 1930, Oficial da Ordem Militar da Torre e Espada, do Valor, Lealdade e Mérito por decreto de 31 de março de 1923, e Cavaleiro, Oficial e Comendador a 27 de Dezembro de 1927 da Ordem Militar de Avis e Comendador da Ordem Militar de Cristo a 31 de Maio de 1928.
O entusiasmo patriótico em torno dos eventos de Naulila levou a que diversas localidades incluíssem o «Tenente Aragão» na sua toponímia. Ainda subsiste a «Rua Tenente Aragão» na cidade da Horta e igual topónimo em Leiria.
Faleceu a 22 de junho de 1973, em Lisboa, onde se deslocara para tratamento médico.

## Obras publicadas
Colaborou nas revistas Seara Nova, Homens Livres  (1923) e Luso Colonial e pontualmente em outros órgãos da imprensa. É autor das seguintes obras:
- Tropas Negras : as forças ultramarinas na defesa nacional, Lisboa, Ed. autor, 1926. - 166p.;
- "Linhas aéreas em Angola", Luso Colonial,  n.º 16-17 (1928), p. 243-244.